# Acronicta alpina
Acronicta alpina är en fjärilsart som beskrevs av Freyer 1858. Acronicta alpina ingår i släktet Acronicta och familjen nattflyn. Inga underarter finns listade i Catalogue of Life.